# Aquila (avviso)
L'Aquila (già Palermo) è stato un avviso a ruote della Real Marina del Regno delle Due Sicilie, successivamente acquisito dalla Regia Marina.

## Storia
Varata in Gran Bretagna ed entrata in servizio il 7 ottobre 1841 per l'armatore siciliano Vincenzo Florio, la nave era in origine un piroscafo mercantile a ruote e si chiamava Palermo. Per sette anni la nave effettuò servizio civile nelle acque del Regno delle Due Sicilie, finché, nel 1848, la popolazione siciliana si ribellò rivendicando l'indipendenza: nel gennaio 1848 il governo provvisorio formato dai rivoluzionari, necessitando di navi per formare una propria flotta, acquistò il Palermo da Florio. Il servizio del bastimento nella Marina rivoluzionaria fu però molto breve: già il 2 agosto 1848, infatti, le navi borboniche catturarono il Palermo, che venne così incorporato nella Real Marina del Regno delle Due Sicilie. Armato con quattro cannoni da 9 libbre, il Palermo divenne un avviso a ruote.
Nel settembre 1852 l'avviso venne disarmato e quindi sottoposto a lavori di rimodernamento nell'arsenale di Castellammare di Stabia, rientrando in servizio nel 1854 con il nuovo nome di Aquila.
Nell'estate 1860, nel corso della spedizione dei Mille, l'Aquila eseguì azioni di disturbo a danno delle truppe garibaldine che si stavano trasferendo dalla Sicilia in Calabria: nella mattinata del 19 agosto, in particolare, l'avviso, insieme alla pirofregata Fulminante (le due navi erano agli ordini del capitano di vascello Vincenzo Salazar) attaccò i piroscafi Torino e Franklin, che, partiti da Taormina nella notte precedente, avevano sbarcato a Melito Porto Salvo le truppe di Giuseppe Garibaldi e Nino Bixio. Mentre il Franklin riuscì a fuggire in Sicilia, e le due unità borboniche, ritenendo che fosse vuoto (vi era invece a bordo Garibaldi), non lo inseguirono, il Torino, che si era incagliato, rimase in balìa di Aquila e Fulminante, e l'equipaggio dovette incendiarlo e distruggerlo (l'azione fu però ininfluente, in quanto la distruzione del Torino avvenne quando i 3600 uomini agli ordini di Bixio erano già sbarcati). 
Nel settembre 1860 l'Aquila, così come la grande maggioranza della flotta borbonica, non seguì re Francesco II nella sua fuga a Gaeta e rimase invece a Napoli, dove passò alla Marina sardo-piemontese, per la quale entrò in servizio il 17 novembre 1860.
All'inizio di febbraio del 1861 l'avviso, al comando del capitano di fregata di 2ª classe Marino Caracciolo, giunse nelle acque di Mola di Gaeta, prendendo quindi parte, sino al 15 del mese (due giorni dopo la resa), alle operazioni di blocco navale nei confronti della piazzaforte di Gaeta, dove si era rifugiata la famiglia reale borbonica e che era sotto assedio da parte delle truppe sardo-piemontesi. Per la loro attività nell'assedio di Gaeta vennero decorati con Medaglia d'argento al valor militare il comandante Caracciolo, due ufficiali ed un pilota dell'Aquila.
Con la nascita della Regia Marina, il 17 marzo 1861, l'Aquila venne iscritto nei ruoli della nuova forza armata. Utilizzata principalmente in compiti di trasporto, la nave venne classificata avviso di II classe a ruote il 14 giugno 1863.
L'unica vicenda di rilievo di cui la vecchia nave fu protagonista durante il periodo trascorso sotto bandiera italiana avvenne nel febbraio 1874, quando l'Aquila effettuò la posa di un cavo sottomarino nelle bocche di Bonifacio. Radiato il 31 marzo 1875, l'anziano avviso venne quindi smantellato.
La polena dell'Aquila, raffigurante appunto un'aquila ad ali spiegate, è conservata presso il Museo storico navale di Venezia.